# バンコク・クリスチャン・カレッジFC
バンコク・クリスチャン・カレッジ・フットボールクラブ（タイ語: สโมสรฟุตบอล กรุงเทพ คริสเตียน วิทยาลัย, 英語: Bangkok Christian College Football Club）は、タイ王国のバンコクをホームタウンとするサッカークラブ。頭文字をとってBCCと略される。クラブエンブレムにはバンコク基督教大学の校章が用いられている。

## 歴史
1852年創立のバンコク基督教大学のサッカーチームとして長い歴史を持ち、大きな成功を収めてきた。1997年（仏滅紀元2540年）、バンコク・クリスチャン・カレッジ・フットボールクラブはプロサッカー選手を目指す卒業生を支援する目的で創設された。クラブのアカデミーからはスティー・スックソムギット、ナロンチャイ・ワシラバーン、ティーラテープ・ウィノータイなどのタイ王国代表選手を輩出している。
1997年に当時5部のNgor Royal Cup（タイ語: ถ้วย พระราชทาน ง）、1998年に同4部のKhor Royal Cup（タイ語: ถ้วย พระราชทาน ค）、1999年に同3部のKhǒr Royal Cup（タイ語: ถ้วย พระราชทาน ข）で優勝した。
2002年、タイ・ディヴィジョン1リーグで優勝し、タイ・プレミアリーグ初昇格を果たした。しかし、プレミアリーグ最下位に終わり、1シーズンでディヴィジョン1リーグに降格した。
2014年、BCCテロFC（タイ語: บีซีซี-เทโร เอฟซี, 英語: BCC-TERO FC）に改称した。2014年シーズンはリージョナルリーグ・ディヴィジョン2のバンコク地域リーグで2位になり、チャンピオンズリーグに進出した。しかし、チャンピオンズリーグではグループAの5位に終わり、ディヴィジョン1リーグ昇格を逃した。

## タイトル
- タイ・ディヴィジョン1リーグ 優勝 (1) : 2001-02
- Khǒr Royal Cup 優勝 (1) : 1999
- Khor Royal Cup 優勝 (1) : 1998
- Ngor Royal Cup 優勝 (1) : 1997

## 過去の成績
| シーズン | ディビジョン    | 順位  | FAカップ |
| -------- | --------------- | ----- | -------- |
| 1997     | Ngor Royal Cup  | 1位   |          |
| 1998     | Khor Royal Cup  | 1位   |          |
| 1999     | Khǒr Royal Cup  | 1位   |          |
| 2000-01  | ディヴィジョン1 | 2位   |          |
| 2001-02  | ディヴィジョン1 | 1位   |          |
| 2002-03  | プレミア        | 10位  |          |
| 2003-04  | ディヴィジョン1 | 11位  |          |
| 2005     | Khǒr Royal Cup  | 1回戦 |          |
| 2006     | ディヴィジョン2 | 6位   |          |
| 2007     | ディヴィジョン2 | 4位   |          |

| シーズン | ディビジョン              | 順位 | FAカップ |
| -------- | ------------------------- | ---- | -------- |
| 2008     | ディヴィジョン2 グループB | 3位  |          |
| 2009     | ディヴィジョン2 バンコク  | 5位  |          |
| 2010     | ディヴィジョン2 バンコク  | 6位  |          |
| 2011     | ディヴィジョン2 バンコク  | 9位  |          |
| 2012     | ディヴィジョン2 バンコク  | 16位 |          |
| 2013     | ディヴィジョン2 バンコク  | 3位  |          |
| 2014     | ディヴィジョン2 バンコク  | 2位  |          |
| 2015     | ディヴィジョン2 バンコク  |      |          |

- 1シーズン - プレミアリーグ

## 歴代所属選手
- ナロンチャイ・ワシラバーン 1999-2002
- Aoki Hayato 2010
- 太田敬人 2010
- 舘洋介 2010-2011
- Mori Tatsuya 2013